# Hiroki Yokoyama
Hiroki Yokoyama est un patineur de vitesse sur piste courte japonais.

## Biographie
Yokoyama commence le patinage de vitesse sur piste courte en 2004 à Kobe : son père est entraîneur du club. Il étudie ensuite l'économie à Nishinomiya.

## Carrière
En 2011, il est victime d'une chute à l'entraînement qui lui vaut 20 points de suture.
Pendant la première manche de la Coupe du monde de patinage de vitesse sur piste courte 2017-2018, il remporte le bronze au relais du 5000 mètres aux côtés de Ryosuke Sakazume, Keita Watanabe et Kazuki Yoshinaga.